# Гаранян Георгій Арамович
Гео́ргій Ара́мович Гараня́н (15 серпня 1934, Москва, РРФСР — 11 січня 2010, Краснодар, Росія) — радянський і російський джазовий, класичний і естрадний альт-саксофоніст, композитор та аранжувальник; художній керівник низки музичних ансамблів, заслужений артист РРФСР (1981), народний артист Росії (1993).
Член Спілки композиторів СРСР (із 1975), член Спілки кінематографістів (із 1996), лауреат Державної премії Російської Федерації (2000). Академік Кіноакадемії «Ніка».

## Біографічні відомості
Після закінчення школи, 1952 року, вступив до Московського верстатоінструментального інституту. Отримавши фах інженера-механіка широкого профілю, розпочав музичну кар'єру в ансамблі «Золота вісімка». Пізніше, у 1960-х, він став грати в естрадному оркестрі Всесоюзного радіо. В той самий час у складі різних джазових ансамблів брав участь у різних фестивалях як в СРСР, так і за кордоном.
Найбільшого визнання й популярності набув у середині 1960-х років завдяки власній композиції «Балада» у виконанні в складі «зоряного» квартету: Г. Гаранян (альт-саксофон, соло), О. Зубов (тенор-саксофон), К. Бахолдін (тромбон), Б. Фрумкін (фортепіано) та інші. «Балада» була розтиражована завдяки випуску всесоюзною студією грамзапису «Мелодія» окремої великої платівки під назвою «Джаз-65», де композиція Гараняна посіла центральне місце, як з погляду композиційних якостей, так і завдяки виконанню. А сам Гаранян, як саксофоніст-альтист, на тій же платівці був представлений у складі ще декількох ансамблів.
Керував ансамблем «Мелодія», візитною карткою якого була музика популярних радянських композиторів у джазовій обробці. Перша ж пластинка була продана накладом 4 мільйони екземплярів. За 13 років роботи під керівництвом Гараняна ансамбль записав 16 сольних гігантів і 9 маленьких пластинок (міньйонів). Гаранян виконував партію саксофона у фільмах «Діамантова рука», «Ми з джазу», «Осінній блюз», у мультфільмі «Ну, почекай!» та інші. Вів передачу «Джаз-клуб Георгія Гараняна» на радіостанції «Маяк», радіо Росії «Культура» та «Джем-5» на телеканалі «Культура».
Лауреат багатьох міжнародних джазових фестивалів — у Празі, Бомбеї, Гавані, Варшаві, Фінляндії, Ізраїлі. Був головним диригентом московського цирку на Кольоровому бульварі (рос. Цветной бульвар).
Був відомий не тільки як виконавець, але і як композитор, написавши музику до кількох десятків фільмів («Покровські ворота», «Вечірній лабіринт», «Рецепт її молодості», «Чарівний ліхтар», «Пампушка»). 1993 року здобув звання народного артиста Росії.
1998 року очолював Краснодарський муніципальний біг-бенд, із 2003 по 2006 роки — Державний джазовий оркестр імені О. Л. Лундстрема, потім відродив ансамбль «Мелодія» і створив на його основі Біг-бенд Георгія Гараняна (Російський державний музичний телерадіоцентр).
Автор підручника «Аранжування для інструментальних і вокально-інструментальних ансамблів».
Помер уранці 11 січня 2010 року в Краснодарській краєвій лікарні, куди був доставлений напередодні через підвищення тиску. Причиною смерті стала зупинка серця внаслідок тромбу, що відірвався. До Краснодару Георгій Гаранян приїжджав для спільних виступів із композитором Мішелем Леграном і міським біг-бендом. Був похований 14 січня 2010 року на Ваганьковському кладовищі в Москві.

## Нагороди та відзнаки
- Заслужений артист РРФСР (1981)
- Народний артист Російської Федерації (1993)
- Кавалер ордена Пошани (1999)
- Лауреат Державної премії Російської Федерації (2000)
- Кавалер ордена «За заслуги перед Вітчизною» IV ст. (2004)

## Родина
- Батько — Арам Георгійович Гаранян (1902—1976)
- Мати — Віра Петрівна Корчина (1910—1986)
- Дружина — Неллі Закирова
- Діти — Наталія (нар. 1960), Каріна (нар. 1971), Вероніка (нар. 1982, падчерка, дочка Неллі Закирової)

## Дискографія
- Эстрадный оркестр под упр. Олега Лундстрема. 1978
- Хорошее настроение. 1978
- Популярная мозаика. 1979
- Владимир Высоцкий. Песни. 1980
- Произведения Дюка Эллингтона. 1980
- Концерт в Бомбее. 1980
- В старых ритмах. 1980
- Танцевальная музыка советских композиторов. 1980
- Новогодний аттракцион-1. 1982
- Рецепт ее молодости. 1985
- Джаз-67. 1986
- КОГДА ТЫ УЛЫБАЕШЬСЯ… 2000
- Just for Fun. 2003
- От мелодии к мелодии. 2003
- Проверено временем. 2004
- ВЕСЬ ЭТОТ ДЖАЗ… 2004
- РОЖДЕНИЕ ОРКЕСТРА 2005
- «Караван» 2007
- «Проверено временем» выпущен фирмой «Мелодия» 2008
- СД Георгия Гараняна «Проверено временем», фирма «Мелодия» в серии «Легенды» 2008